# 50000
50000 (năm vạn hay năm mươi nghìn) là một số tự nhiên ngay sau 49999 và ngay trước 50001.